# Denys Arcand
Pour les articles homonymes, voir Arcand.
Denys Arcand, né Georges Henri Denis Arcand le 25 juin 1941 à Deschambault (Québec), est un réalisateur, scénariste, acteur et producteur de films québécois. Cinéaste au style très varié au fil de sa carrière, il est surtout reconnu au niveau international pour ses deux grands succès : Le Déclin de l'empire américain (1986) et sa suite, 18 ans plus tard : Les Invasions barbares (2003).

## Biographie
Denys Arcand est le fils d'Horace Arcand, pilote de bateaux, et de Colette Bouillé.
Au début des années 60, Denys Arcand étudie l'histoire à l'Université de Montréal. Il a, entre autres professeurs, Maurice Séguin et Michel Brunet, fondateurs, avec Guy Frégault, de l'École historique de cette université et penseurs du néonationalisme québécois. D'ailleurs, dans son film Le déclin de l'empire américain, on voit le personnage Mario (joué par Gabriel Arcand) remettre à Diane Léonard, chargée de cours en histoire (jouée par Louise Portal), un exemplaire d'un livre de Michel Brunet, Notre passé, le présent et nous.

### La période engagée

#### Les débuts (1959-1970)
Denys Arcand tourne son premier court métrage à l'âge de 18 ans, À l'est d'Eaton, qui est aujourd'hui disparu. En 1961, il participe à son premier long métrage, Seul ou avec d'autres, tourné à l'Université de Montréal. Coréalisé par Stéphane Venne et Denis Héroux, le film qui aborde le thème de la rentrée à l'Université de Montréal est présenté à la semaine de la critique au Festival de Cannes. C'est à cette époque qu'il rencontre des cinéastes qui deviendront des mentors pour lui tels que Michel Brault, Gilles Groulx et Claude Jutra. En 1962, il est engagé à l'ONF où il réalise divers films historiques et documentaires portant sur des sujets variés allant de Samuel de Champlain au volley-ball.

#### Les premiers longs-métrages (1970-1981)
L'œuvre de Denys Arcand est à l'image de la transformation du cinéma québécois. Dans une première période, son travail est composé d'œuvres documentaires fortes et critiques, ainsi que d'un cinéma de fiction profondément ancré dans la réalité socioculturelle du Québec. Le nationalisme est un thème abordé très tôt dans son oeuvre et il y devient un sujet d’une grande importance. 
Au cours des années 70, sa filmographie alterne entre les longs métrages de fiction et de documentaire. Il présente la réalité d’une société québécoise par l’entremise des films nationalistes qu’il produit. L’un de ses premiers films documentaires à saveur nationaliste, Québec : Duplessis et après… qui prit l’affiche en 1972, explore les élections de 1970, les conséquences laissées par la Révolution tranquille au Québec et l’héritage de Maurice Duplessis. Il y interroge plusieurs personnalités publiques dont le futur premier ministre du Québec Bernard Landry. Arcand aborde le contexte du référendum de 1980 dans Le Confort et l’Indifférence, sorti en 1981, et abordera plus tard les impacts politiques et sociaux de ce référendum dans Le Déclin de l’empire américain en 1986. Dans l’optique d’un nationalisme québécois, des moments historiques importants pour la province, qui ont tous eu des impacts identitaires sur la société du Québec, sont donc visités dans ces films.
Outre son intérêt pour le nationalisme, Arcand utilise également le cinéma pour dévoiler certains enjeux du syndicalisme aux Québécois. Visant à exposer les injustices vécues par la classe moyenne, il conçoit le documentaire On est au coton, qui fut lancé en 1970. Il y aborde les piètres conditions de travail des employés d’usines de textiles et l’instabilité d’emploi qui semble être un combat où la défaite des travailleurs est inévitable. Des pressions provenant de l’industrie du textile, occasionnant la censure du film concerné, témoignent des désirs d’une société et d’une nécessité de changement dans le monde du travail et des usines de textiles,. D’autres enjeux du syndicalisme comme les grèves et les problèmes reliés au secteur public sont plus minutieusement présentés dans La Lutte des travailleurs d'hôpitaux, film qui parut en 1975. Le rôle de la Confédération des syndicats nationaux y est aussi discuté.
Denys Arcand s’intéresse également à la corruption dès les années 1970, avec l’un de ses premiers films abordant le sujet, Réjeanne Padovani en 1973. Le pouvoir de l’argent et une pratique malheureusement répandue qui consiste à soudoyer les institutions font leur apparition dans Les Invasions barbares. Les politiciens malhonnêtes et la mafia, présage de l’avenir d’une démocratie corrompue, sont aussi des personnages de choix pour Arcand dans Réjeanne Padovani. La Lutte des travailleurs d'hôpitaux exhibe une facette plus propagandiste de la corruption québécoise en démystifiant les enjeux du secteur public. Cette lutte, qui est discutée dans ce film, entoure une campagne d’information mensongère planifiée par des administrations d’hôpitaux québécoises. Un portrait très peu glorieux du Québec et de ses institutions est donc dépeint dans La Lutte des travailleurs d'hôpitaux.
Son travail de documentariste, parfaitement en phase avec le travail qui se fait alors à l'Office national du film du Canada ONF (voir Cinéma direct), pousse toutefois ailleurs la structure du montage. Par de fins jeux d'opposition, par dialectique – Arcand démontrant par exemple tout autant les incohérences des ouvriers que les injustices qu'ils subissent – il parvient, sans jamais faire emploi de la narration, à rendre de savantes synthèses sociales et politiques. Le montage de ses films est de ce fait moins transparent et naturaliste que celui de ses collègues de l'ONF : Arcand privilégiant dans le documentaire la démonstration à la dramaturgie, il utilise abondamment le montage parallèle, l'image avec son libre en contrepoint, et construit ainsi le sens à la façon du film essai.
Dans son œuvre de fiction, qui débute avec La Maudite Galette, Arcand semble faire l'intégration graduelle de ses acquis du direct, en plus d'une esthétique classique, évoquant Jean Renoir. Ce classicisme du début n'exclut pas néanmoins un certain formalisme dans la composition et la mise en scène, que l'on peut rapprocher du travail de Gilles Groulx, pour lequel il ne cache pas son admiration.
Comme beaucoup d'intellectuels de son époque, Arcand attache beaucoup d'importance à la vie intellectuelle européenne. Il aura aussi à souffrir de censure à l'ONF, son film On est au coton auquel avait collaboré le poète Gérald Godin, étant caché pendant près de 20 ans par l'agence. Arcand rejoignait par là aussi le cinéaste Gilles Groulx. Il est considéré comme un des cinéastes québécois ayant subi le plus souvent la censure politique.

### La période post-référendaire

#### L'émancipation personnelle (1981-1989)
Dans une deuxième période, que l'on pourrait appeler post-référendaire, et commençant avec sa déception du résultat du référendum pour la souveraineté du Québec de 1980, Arcand choisit l'émancipation personnelle.
Il réalise d'abord le documentaire Le Confort et l'Indifférence, film charnière dans son œuvre qui pose une vaste réflexion sur les résultats du référendum de 1980. Selon le critique Georges Privet, ce film opère une véritable transition dans l'œuvre du cinéaste et une quête de sens qui habitera le reste de son oeuvre. Par la suite, il réalise Le Crime d'Ovide Plouffe, adaptation du roman de Roger Lemelin et suite du film à succès Les Plouffe de Gilles Carle. Il y dirige son frère, le comédien Gabriel Arcand, dans le rôle du protagniste.
En 1986, il signe Le Déclin de l'empire américain, qui remporte un fort succès critique et le propulse sur la scène internationale. Après avoir été brièvement embauché pour en écrire une version américaine, le projet avorte et il réalise plutôt Jésus de Montréal, qui connaît également un fort succès critique.

#### FIlms en anglais (1989-2000)
Au courant des années 1990, il tourne deux films en anglais, Love and Human Remains (De l'amour et des restes humains) et Stardom. Il participe également au 
film Montréal vu par… Six variations sur un thème, qui marque sa première collaboration avec Denise Robert comme productrice, et tourne pour la télévision le film Joyeux Calvaire.

### Le succès international

#### Consécration internationale (2000-2014)
Au fil des années, Denys Arcand s'est imposé comme l'un des premiers réalisateurs québécois avec un succès majeur sur la scène internationale, par l'entremise notamment du Festival de Cannes. Bien que plusieurs autres cinéastes tels que Gilles Carle, Michel Brault, Pierre Perrault et Jean-Pierre Lefebvre aient présentés divers films y ayant été primés, Arcand s'y est distingué en remportant un certain nombre de prix au fil des éditions. Entre 1963 et 2007, il y présente un total de 8 films dont deux en sélection officielle (Jésus de Montréal et Le déclin de l'empire américain), deux lors de la semaine de la critique (Seul ou avec d'autres et La maudite galette), deux dans la quinzaine des cinéastes (Réjeanne Padovani et Le Déclin de l'empire américain) et deux films hors compétitions présentés en clôture (Stardom et L'âge des ténèbres).
C'est particulièrement avec Le Déclin de l'empire américain, qu'il a écrit et réalisé, qu'il s'est imposé à la planète cinéma, récoltant le Prix de la critique internationale et voyant le film nommé aux Oscars. Trois ans plus tard, son film Jésus de Montréal lui mérite sa première sélection officielle et remporte le Prix du Jury à Cannes. Le film mettant en vedette Lothaire Bluteau est également en lice comme « Meilleur film étranger » à la cérémonie des Oscars 1989. C'est toutefois avec Les Invasions barbares qu'il connaîtra sa consécration, puisque le film remporte l'Oscar du meilleur film en langue étrangère en 2003. Il est aussi récompensé au Festival de Cannes : Marie-Josée Croze reçoit le Prix de la meilleure actrice alors que Denys Arcand obtient la Palme du meilleur scénariste. Le film gagne par ailleurs, à Paris, les Césars du meilleur film, du meilleur réalisateur et du meilleur scénario ce qui constitue une première pour un film québécois. Avec ce film, il continue d'ailleurs sa critique des syndicats et du système de santé.
En 2007, L'Âge des ténèbres est présenté en clôture du festival de Cannes et était le film représentant du Canada aux Oscars en 2008. Bien qu'ayant été l'un des dix films présélectionnés pour être finalistes, il n'est finalement pas retenu pour être l'un des cinq films en nomination.

#### Retour aux sources (2014-2023)
Au début des années 2010, Denys Arcand entreprend une nouvelle phase de son œuvre, qui ne connait pas le rayonnement de ses films précédents mais qui lui permet d'explorer des thèmes qui lui sont chers. Il réalise ainsi Le règne de la beauté en 2014, qui est présenté au Festival international du film de Toronto. Quatre ans plus tard, il signe la mise en scène de La chute de l'empire américain, dans lequel il renoue avec le cinéma policier, un genre qu'il avait particulièrement prisé en début de carrière avec notamment Gina ou Jeanne Padovani.
En 2023, se posant à nouveau en « moraliste sceptique », Denys Arcand explore dans Testament des sujets de société chauds allant de la rectitude politique aux questions identitaires. Tel un Molière moderne, ainsi que le note Lise Gauvin, il fait avec humour « le portrait d’une société dont il explore les travers, les incohérences et les excès ». Toutefois, en mettant en scène l'idéologie woke portée par de jeunes manifestants en regard de protagonistes septuagénaires, le film a suscité une certaine polémique, s'attirant les éloges de critiques marqués à droite, tel Mathieu Bock-Côté, et des réactions diamétralement opposées,..

## Thématiques
L’œuvre de Denys Arcand est très souvent imprégnée de concepts et enjeux qui sont omniprésents à l'intérieur de la sphère sociale québécoise dans laquelle le réalisateur évolue. La cinématographie d’Arcand témoigne d’une réalité québécoise d’une époque qui s’étend des années 1970 jusqu’au début du XXIe siècle. En y abordant les thèmes du nationalisme, du syndicalisme et de la corruption, les films de ce réalisateur permettent une compréhension historique du Québec à travers soit des œuvres de fiction, soit des documentaires. Il raconte ainsi l’histoire de la province à travers son ouvrage cinématographique.
Bien que fortement influencé par une certaine manière industrielle dans l'écriture des scénarios et du découpage, il travaille toujours, avec une distance cynique, les questions de conscience, fouillant celle de l'intellectuel, interrogeant les errements de l'idéalisme et de la rationalisation, tel un Machiavel se questionnant sur Le Confort et l'Indifférence.

## Vie privée
Il est le fils d'Horace Arcand et de Colette Bouillé. Denys Arcand est le conjoint de Denise Robert, productrice spécialisée dans les films grand public. Il est le frère de l'anthropologue Bernard Arcand, de la criminologue Suzanne Arcand et de l'acteur Gabriel Arcand.

## Citation
« Les jeunes d'aujourd'hui voudront fonder des familles stables. Ils voudront reprendre le modèle de leurs grands-parents. »

— Documentaire Les Héritiers du mouton noir.

« Les pères, généralement, n'ont pas le beau rôle dans la littérature et la dramaturgie québécoise. Ils sont souvent les boucs émissaires de nos écrivains et surtout de nos écrivaines. Absents, velléitaires, pusillanimes, quand ils ne sont pas ivrognes ou violents, je ne reconnais jamais dans ces portraits, mon père, mon grand-père ou mes oncles, des hommes solides, calmes et respectueux. [...] Le père de Robert avait été dans la marine, le mien y est resté toute sa vie. Comme lui, c'était un taiseux. »

— Préface écrite par Denys Arcand pour le texte de la pièce de théâtre "887" de Robert Lepage).

## Récompenses et distinctions

### Récompenses
César du cinéma
- 2004 - Meilleur film - Les Invasions barbares
- 2004 - Meilleur réalisateur - Les Invasions barbares
- 2004 - Meilleur scénario original ou adaptation - Les Invasions barbares

Festival de Cannes
- 1986 - Prix FIPRESCI - Le Déclin de l'empire américain
- 1989 - Prix du jury - Jésus de Montréal
- 2003 - Prix du scénario - Les Invasions barbares

Oscars
- 2004 - Meilleur film en langue étrangère - Les Invasions barbares

Prix Aurore
- 2015 - Meilleur pire film - Le Règne de la beauté
- 2024 - Meilleur pire film - Testament

Prix David di Donatello
- 2004 - Meilleur film étranger - Les Invasions barbares

Prix Génie
- 1987 - Meilleur film – Le Déclin de l'empire américain
- 1987 - Meilleur réalisateur – Le Déclin de l'empire américain
- 1987 - Meilleur scénario original – Le Déclin de l'empire américain
- 1987 - Bobine d'or – Le Déclin de l'empire américain
- 1990 - Meilleur film – Jésus de Montréal
- 1990 - Meilleur réalisateur – Jésus de Montréal
- 1990 - Meilleur scénario original – Jésus de Montréal
- 1990 - Bobine d'or – Jésus de Montréal
- 2004 - Meilleur film – Les Invasions barbares
- 2004 - Meilleur réalisateur – Les Invasions barbares
- 2004 - Meilleur scénario original – Les Invasions barbares

Prix Jutra
- 2004 - Meilleur film – Les Invasions barbares
- 2004 - Meilleur réalisateur – Les Invasions barbares
- 2004 - Meilleur scénario – Les Invasions Barbares
- 2004 - Film s'étant le plus illustré à l'extérieur du Québec – Les Invasions barbares
- 2005 - Film s'étant le plus illustré à l'extérieur du Québec – Les Invasions barbares

Autres
- Deux fois récipiendaire du Prix L.-E.-Ouimet-Molson pour Le Confort et l'Indifférence (1982) et Le Déclin de l'empire américain (1986)
- 1989 - Prix Albert-Tessier
- 1991 - Prix Molson
- 1995 - Prix du Gouverneur général pour les arts du spectacle
- 2003 - Prix Henri-Jeanson

### Sélections
- 2000 - Sélection officielle du Festival de Cannes

### Honneurs
- 1988 - Officier de l'ordre du Canada
- 1990 - Liste des Grands Montréalais
- 2000 -  Chevalier de l'Ordre national du Québec
- 2003 - Membre de l'ordre du Mérite
- 2004 - Membre de l'ordre des Arts et des Lettres
- 2004 - Allée des célébrités canadiennes
- 2005 - Compagnon de l'ordre du Canada
- 2015 - Compagnon de l'ordre des arts et des lettres du Québec
- 2016 - Commandeur de l'ordre de Montréal
- 2023 - Le 27 juin 2023 au Théâtre Outremont, Postes Canada dévoile un timbre en son honneur[63]

## Filmographie

### Réalisateur
- 1962 : Seul ou avec d'autres
- 1963 : Champlain
- 1964 : Les Montréalistes
- 1965 : La Route de l'Ouest
- 1967 : Volleyball
- 1967 : Parcs atlantiques
- 1967 : Montréal, un jour d'été
- 1970 : On est au coton
- 1972 : Québec : Duplessis et après…
- 1972 : La Maudite Galette
- 1973 : Réjeanne Padovani
- 1975 : Gina
- 1975 : La Lutte des travailleurs d'hôpitaux
- 1982 : Le Confort et l'Indifférence
- 1983 : Empire Inc. (mini-série)
- 1984 : Le Crime d'Ovide Plouffe
- 1986 : Le Déclin de l'empire américain
- 1989 : Jésus de Montréal
- 1993 : De l'amour et des restes humains
- 1996 : Joyeux Calvaire
- 2000 : Stardom
- 2003 : Les Invasions barbares
- 2007 : L'Âge des ténèbres
- 2014 : Le Règne de la beauté
- 2018 : La Chute de l'empire américain
- 2023 : Testament[64]

### Producteur
- 2005 : Lost & Profound

### Scénariste
- 1962 : Seul ou avec d'autres
- 1963 : Champlain
- 1966-1967 : Minute, papillon ! (série télévisée)
- 1967 : Entre la mer et l'eau douce
- 1972 : Québec : Duplessis et après…
- 1973 : Réjeanne Padovani
- 1978 : Duplessis (mini-série)
- 1984 : Le Crime d'Ovide Plouffe
- 1986 : Le Déclin de l'empire américain
- 1989 : Jésus de Montréal
- 2000 : Stardom
- 2003 : Les Invasions barbares
- 2007 : L'Âge des ténèbres
- 2014 : Le Règne de la beauté
- 2018 : La Chute de l'empire américain

### Acteur
- 1967 : Nominingue... depuis qu'il existe
- 1968 : C'est pas la faute à Jacques Cartier
- 1971 : Mon œil
- 1972 : La Maudite Galette : Détective
- 1973 : Réjeanne Padovani : Le garde du corps de Sam Tannebaum
- 1973 Pigs Are Seldom Clean : Rocket
- 1975 : La Tête de Normande St-Onge : Jean-Paul
- 1986 : Le Déclin de l'empire américain : L'homme au "Peep-Show"
- 1987 : Un zoo la nuit : L'homme au "Peep-Show"
- 1989 : Jésus de Montréal : Le juge
- 1992 : Léolo : Le Conseiller
- 2003 : Les Invasions barbares : Unioniste
- 2005 : Idole instantanée : Propriétaire du bar
- 2007 : L'Âge des ténèbres
- 2010 : Le Monde de Barney : Jean, le maître d'hôtel

### Acteurs récurrents
Denys Arcand a travaillé à plusieurs reprises avec certains acteurs dans ses longs métrages.
| Acteur                 | La Maudite Galette (1972) | Réjeanne Padovani (1973) | Gina (1975) | Le Crime d'Ovide Plouffe (1984) | Le Déclin de l'empire américain (1986) | Jésus de Montréal (1989) | De l'amour et des restes humains (1993) | Joyeux Calvaire (1996) | Stardom (2000) | Les Invasions barbares (2003) | L'Âge des ténèbres (2007) | Le Règne de la beauté (2014) | La Chute de l'empire américain (2018) | Testament (2023) |
| ---------------------- | ------------------------- | ------------------------ | ----------- | ------------------------------- | -------------------------------------- | ------------------------ | --------------------------------------- | ---------------------- | -------------- | ----------------------------- | ------------------------- | ---------------------------- | ------------------------------------- | ---------------- |
| Gabriel Arcand         |                           |                          |             |                                 |                                        |                          |                                         |                        |                |                               |                           |                              |                                       |                  |
| Marcel Sabourin        |                           |                          |             |                                 |                                        |                          |                                         |                        |                |                               |                           |                              |                                       |                  |
| René Caron             |                           |                          |             |                                 |                                        |                          |                                         |                        |                |                               |                           |                              |                                       |                  |
| Dorothée Berryman      |                           |                          |             |                                 |                                        |                          |                                         |                        |                |                               |                           |                              |                                       |                  |
| Dominique Michel       |                           |                          |             |                                 |                                        |                          |                                         |                        |                |                               |                           |                              |                                       |                  |
| Rémy Girard            |                           |                          |             |                                 |                                        |                          |                                         |                        |                |                               |                           |                              |                                       |                  |
| Pierre Curzi           |                           |                          |             |                                 |                                        |                          |                                         |                        |                |                               |                           |                              |                                       |                  |
| Yves Jacques           |                           |                          |             |                                 |                                        |                          |                                         |                        |                |                               |                           |                              |                                       |                  |
| Gilles Pelletier       |                           |                          |             |                                 |                                        |                          |                                         |                        |                |                               |                           |                              |                                       |                  |
| Johanne Marie Tremblay |                           |                          |             |                                 |                                        |                          |                                         |                        |                |                               |                           |                              |                                       |                  |
| Gaston Lepage          |                           |                          |             |                                 |                                        |                          |                                         |                        |                |                               |                           |                              |                                       |                  |
| Ellen David            |                           |                          |             |                                 |                                        |                          |                                         |                        |                |                               |                           |                              |                                       |                  |
| Benoît Brière          |                           |                          |             |                                 |                                        |                          |                                         |                        |                |                               |                           |                              |                                       |                  |
| Macha Grenon           |                           |                          |             |                                 |                                        |                          |                                         |                        |                |                               |                           |                              |                                       |                  |
| Marie-Josée Croze      |                           |                          |             |                                 |                                        |                          |                                         |                        |                |                               |                           |                              |                                       |                  |